# Ingeniería de producción
Ingeniería de Producción es la rama de la ingeniería que trata con procesos de manufactura y métodos de elaboración de productos y mercancías industriales. Persigue la integración de todos los factores relevantes a fin de elaborar soluciones óptimas a problemas complejos relacionados con la transformación de insumos económicos en productos necesarios para la sociedad.

## Concepto
La ingeniería de producción es una carrera, innovadora, multidisciplinar que adapta la ciencia,  la tecnología, Economía y Administración optimizando los sistemas de producción de bienes y servicios, mejora procesos productivos o administrativos dominando un campo global así contribuyendo al desarrollo e incentivando a aquellas organizaciones a velar por el bienestar del Colaborador, Medio Ambiente y recursos, mejorando el entorno laboral donde se evidencie su calidad en prestación de productos y servicios estudian los sistemas de producción en todas sus etapas desde la concepción y planificación inicial, hasta el diseño y la operación de dicho sistema. El ingeniero de producción es la figura central para transformar un diseño en un producto, debe operar como integrador de operaciones, coordinando personal, información y tecnología dentro de una organización. Diseña sistemas tomando en consideración el uso de la energía, la protección ambiental y humana, la gestión y el control de procesos de fabricación, así mismo la elaboración de productos con procesos optimizados.

### Funciones
El ingeniero de Producción es un profesional Integral multidisciplinar. Toda la producción industrial depende del cálculo, física y control estadístico entre otras ramas de la ingeniería.
- Matemática,  desarrolla modelos matemáticos para producción,  un modelo matemático consta de matemática básica hasta cálculos integrales, diferenciales, ecuaciones diferenciales, lógica matemática para desarrollo de procesos, comprende todas las ramas de las matemáticas.
- Física, comprende el estado de todas las materias primas y productos, conoce sus materiales y sus variaciones con el ambiente, experimenta sus estados en laboratorio para obtener mejores productos con las condiciones deseadas.
- Estadístico, desarrolla indicadores de producción, muestreos estadísticos, comprende todas las ramas de la estadística.
- Gestión de la Producción y del Desempeño Ambiental: medición y mejoramiento de indicadores de productividad; análisis de perfil tecnológico competitivo de las empresas y determinación de áreas estratégicas para su desarrollo; informatización de la Producción; formulación y montaje de proyectos industriales
- Gestión tecnológica, comprendiendo el dominio sobre los procesos de innovación, transferencia y negociación de tecnología: análisis, evaluación y mejoramiento tecnológico de procesos industriales específicos
- Diseño de Producto y de Proceso: diseño de prototipos, productos y procesos industriales, haciendo uso de herramientas de simulación, y modelamiento; aplicación de paradigmas acerca de nuevas tecnologías que integren los aspectos relacionados con diseño de producto, de proceso y de control de procesos.
- Automatización: valuación de necesidades de racionalización, mecanización y automatización; informatización de la producción; soporte en la formulación, montaje y seguimiento de procesos de automatización
- Control calidad (SGC), conoce todas las normas legales y de certificación actuales, mejorando sistemas de calidad.
- Ambiental (SGA), conoce normatividad legal y certificación ambiental, su objetivo es producir productos y servicios minimizando los recursos, sin ocasionar daño ambiental.
- Seguridad Industrial y salud ocupacional (SISO) este profesional está capacitado para prevenir, corregir , minimizar riegos profesionales de trabajadores, maquinaria, equipos, ambientales, instalaciones de la organización en general, mejorando las condiciones de Bienestar en sus trabajadores a nivel mental, físico, en su entorno de trabajo.

## Áreas afines
- ingeniería Industrial
- ingeniería Ambiental
- ingeniería Producción logística
- ingeniería de mantenimiento
- administración en seguridad Industrial
- administración control de calidad
- administración en Gestión Ambiental
- Economía
- producción industrial (técnica)
- tecnología en procesos industriales

- Datos: Q353396
- Multimedia: Manufacturing / Q353396